# Georg Küffner
Georg Maria Küffner (* 21. November 1867 in Würzburg; † 23. Februar 1948 in Ludwigshafen am Rhein) war ein deutscher Lehrer, Museumsleiter und rheinpfälzischer Mundartforscher.

## Leben
Er war der Sohn des Chordieners Michael Küffner und dessen Ehefrau Maria Küffner geborene Bernard aus Würzburg. Nach dem Besuch der Schule in Würzburg studierte er Philologie und promovierte zum Doktor der neuen Sprachen. Zunächst war er als Assistent an der Kreisrealschule in Kaiserslautern tätig. 1896 übernahm er die Lehrerstelle für die neueren Sprachen an der Realschule in Ludwigshafen und erhielt 1910 den Rang eines Gymnasialprofessors an der Oberrealschule. Im Herbst 1908 übernahm er zusätzlich ehrenamtlich die Leitung des Stadtmuseums (Stadtgeschichtliche Sammlungen) in Ludwigshafen. Zu seinen Verdiensten zählte der Umzug des Museums in das neuerrichtete Stadthaus Nord und die Umbenennung in Stadt- und kriegsgeschichtliche Sammlungen. 1911 trat er dem Literarischen Verein der Pfalz bei. Zum 1. Januar 1917 gab er die Museumsleitung in Ludwigshafen in jüngere Hände und widmete sich neben seiner Tätigkeit als Studien-Professor vorrangig der Materialsammlung zur geplanten Herausgabe eines Pfälzischen Mundartwörterbuches.

## Schriften (Auswahl)
- Die Deutschen im Sprichwort. Ein Beitrag zur Kulturgeschichte. Carl Winters Universitätsbuchhandlung. Heidelberg 1899.
- Das unveränderliche Eigenschaftswort im Französischen. Ludwigshafen 1905/06.
- Morgen ist auch ein Tag. In: Zeitschrift für den Unterricht. 1907.
- Die sogenannten Befehlsnamen. In: Mitteilungen der Zentralstelle für deutsche Personen- und Familiengeschichte. Heft 5, 1909, S. 98 ff.
- (mit E. Dannheisser): Französische Sprachlehre. Carl Winters Universitätsbuchhandlung. Heidelberg o. J.
- Die Deutschen im Sprichwort. Ein Beitrag zur Kulturgeschichte. Norderstedt 2017.
- Pfälzisches Mundartwörterbuch (Manuskript).